# Partito Democratico di Slovenia
Il Partito Democratico di Slovenia (in sloveno Demokratska stranka Slovenije) è un partito sloveno centrista.
Il partito nacque nel 1994 come rifondazione del Partito Democratico, la cui maggioranza aveva deciso di aderire a Democrazia Liberale di Slovenia. Aderirono al partito 3 dei 6 parlamentari del Partito Democratico (France Bučar, Anton Peršak e Danica Simšič).
Alle successive elezioni del 1996, il partito ottenne il 2,68% dei voti e nessun seggio. Da allora non è più riuscito a tornare all'Assemblea nazionale.
Nel 1997 il presidente del partito Anton Peršak corse per la carica di Presidente della Repubblica, ottenendo il 3,08%.
Nel 2007 fu siglato un accordo di cooperazione con i Socialdemocratici.

## Risultati elettorali
| Elezione          | Voti   | %    | Seggi  |
| ----------------- | ------ | ---- | ------ |
| Parlamentari 1996 | 28.624 | 2,68 | 0 / 90 |
| Parlamentari 2000 | 8.079  | 0,75 | 0 / 90 |
| Europee 2004      | 1.263  | 0,29 | 0 / 90 |
| Parlamentari 2004 | 2.670  | 0,28 | 0 / 90 |